# 브라이언 로빈스
브라이언 로빈스(Brian Robbins, 1962년 11월 22일 ~ )는 미국의 배우, 감독, 제작자이다.

## 출연 작품
- 가질 수 있다면 (2017)
- 7번째 내가 죽던 날 (2017)
- 익스펠드 (2014)
- 어 싸우전드 워즈 (2012)
- 프레드 2: 나이트 오브 더 리빙 프레드 (2011)
- 올드 독스 (2009)
- 미트 데이브 (2008)
- 나이스 가이 노빗 (2007)
- 거친 녀석들 (2007)
- 쉐기 독 (2006)
- 드리머 (2005)
- 코치 카터 (2005)
- 퍼펙트 스코어 (2004)
- 라디오 (2003)
- 원 트리 힐 (2003)
- 빅 팻 라이어 (2002)
- 나이트메어 룸 (2001)
- 썸머 캐치 (2001)
- 하드 볼 (2001)
- 레디 투 럼블 (2000)
- 그들만의 계절 (1999)
- 햄버거 특공대 (1997)
- 올 댓 (1994)
- 다빈치 워 (1993)
- 여름날의 캠프 소동 (1990)
- C.H.U.D. II - 버드 더 추드 (1989)
- 공포의 지하괴물 (1988)
- 풀 하우스 (1987)
- 글래디에이터 (1986)

### 텔레비전
- 슈파 닌자 시즌1 (2011)
- 유쾌한 서니 시즌1 (2009)
- 헤드 오브 더 클래스 (1988)